# Het College ter directie van den Slaperdijk
Het Het College ter directie van den Slaperdijk was een waterschap in de Nederlandse provincie Utrecht. Het college beheerde de in 1652 aangelegde dijk ten noorden van Veenendaal, die bij een dijkdoorbraak van de Rijn de Vallei moest beschermen. Het werkgebied lag in de gemeenten Amersfoort, Leusden, Renswoude en Woudenberg. Het waterschap ging in 1949 op in het waterschap Heiligenbergerbeek.